# Дьюи, Дуэйн Эдгар
Дуэйн Эдгар Дьюи (англ. Duane Edgar Dewey ; 16 ноября 1931 — 11 октября 2021) — американский морской пехотинец в отставке. Удостоился высшей военной награды США за храбрость — медали Почёта за действия в бою 16 апреля 1952 года в ходе Корейской войны. Несмотря на ранение от вражеской гранаты он накрыл собой другую гранату, чтобы спасти жизнь медика и других морских пехотинцев, оказавшихся рядом с ним.

## Биография
Родился 16 ноября 1931 года в Гранд-Рапидс, штат Мичиган. В 1947 году окончил школу в Мускегоне. Затем шесть месяцев работал на ферме в Саут-Хейвен и год литейщиком на National Motors, Inc. в Саут-Хейвене.
7 марта 1951 года Дьюи подписал контракт с резервом корпуса морской пехоты на зачисление на «неопределённый срок» — период войны и ещё шесть месяцев. Прошёл рекрутскую подготовку на базе подготовки рекрутов Пэррис-айленд, штат Южная Каролина и интенсивную боевую подготовку в Кэмп-Пендлтон, штат Калифорния.
В сентябре 1951 года Дьюи отплыл в Корею. Принял участие в летне-осеннем наступлении 1951 года и второй зиме боёв в Корее. 16 апреля 1952 года капрал Дьюи заслужил медаль Почёта близ Пханмунджома, служа командиром пулемётного отделения роты Е, пятого полка, первой дивизии морской пехоты. Был ранен гранатой, разорвавшейся у его ног. Когда врач оказывал ему медицинскую помощь, на позиции отделения приземлилась вражеская граната. Дьюи уложил медика на землю и, предупредив бойцов отделения, накрыл собой гранату, закричав: «Доктор, она у меня в набедренном кармане!». Граната взорвалась, подняв Дьюи в воздух и причинив ему «зияющие осколочные раны по всей нижней части тела». Кроме того, он был ранен пулей в живот.
После прохождения лечения от ран в Корее Дьюи был эвакуирован в Японию, в военно-морской госпиталь в г. Йокосука, а затем проходил лечение в военно-морских госпиталях на острове Мар, штат Калифорния и в лагере «Великие озёра», штат Иллинойс. В ходе восстановления на Великих озёрах Дьюи был освобождён от действительной военной службы 19 августа 1952 года.
12 марта 1953 года Дьюи стал первым военным, получившим медаль Почёта от президента Дуайта Эйзенхауэра. На церемонии награждения в Белом доме Эйзенхауэр сказал ему: «Должно быть, твоё тело сделано из стали!»
Умер 11 октября 2021 года.

## Награды
| A light blue ribbon with five white five pointed stars  |
| Бронзовая звезда за службу · Бронзовая звезда за службу |

| Медаль Почёта                           | Пурпурное сердце                                                 | Navy Presidential Unit Citation |
| Медаль «За службу национальной обороне» | Медаль «За службу в Корее» с двумя бронзовыми звёздами за службу | Медаль «За службу ООН в Корее»  |

### Наградная запись
Президент Соединённых штатов с гордостью вручает медаль Почёта

КАПРАЛУ ДУЭЙНУ Е. ДЬЮИ

РЕЗЕРВ КОРПУСА МОРСКОЙ ПЕХОТЫ США
За службу, указанную в нижеследующей
ЦИТАТЕ
За выдающуюся храбрость и отвагу, проявленные с риском для жизни при выполнении и перевыполнении долга службы в ходе службы стрелком пулемётного взвода роты Е второго батальона пятого полка первой (усиленной) дивизии морской пехоты в бою с силами вражеского агрессора близ Панмуджон, Корея 16 апреля 1952 года. Когда вражеская граната приземлилась близко к позиции где он и его помощник получали медицинскую помощь в связи с ранами, полученными в ходе яростной ночной атаки численно превосходящих сил противника капрал Дьюи, не взирая на мучительную боль, немедленно толкнул товарища на землю и выкрикнув предупреждение другим морским пехотинцам храбро накрыл смертоносный снаряд своим телом, лично поглотив всю силу взрыва своим телом, чтобы спасти своих товарищей от возможного ранения или смерти. Своей неукротимой храбростью, выдающейся инициативой и доблестными действиями от имени других перед лицом практически неминуемой смерти он заслужил высочайшую честь для себя и поддержал высочайшие традиции военно-морской службы США.
Оригинальный текст (англ.)
The President of the United States takes pride in presenting the MEDAL OF HONOR to

CORPORAL DUANE E. DEWEY

UNITED STATES MARINE CORPS RESERVE

for service as set forth in the following
CITATION:
For conspicuous gallantry and intrepidity at the risk of his life above and beyond the call of duty while serving as a Gunner in a Machine-Gun Platoon of Company E, Second Battalion, Fifth Marines, First Marine Division (Reinforced), in action against enemy aggressor forces near Panmunjom, Korea, on April 16, 1952. When an enemy grenade landed close to this position while he and his assistant gunner were receiving medical attention for their wounds during a fierce night attack by numerically superior hostile forces, Corporal DEWEY, although suffering intense pain, immediately pulled the corpsman to the ground and, shouting a warning to the other Marines around him, bravely smothered the deadly missile with his body, personally absorbing the full force of the explosion to save his comrades from possible injury or death. His indomitable courage, outstanding initiative and valiant efforts in behalf of others in the face of almost certain death reflect the highest credit upon Corporal DEWEY and enhance the finest traditions of the United States Naval Service.

/S/ DWIGHT D. EISENHOWER